# Georgianum (Calenberger Neustadt)
Das Georgianum an der Calenberger Straße in Hannover war eine am 6. Oktober 1797 eingeweihte höhere Schule für Hochschul- und Offiziersanwärter aus dem protestantischen Adel. Sie ging aus einem Erziehungsinstitut für Pagen hervor.
Das Ende des Georgianums steht im Zusammenhang mit der französischen Besetzung Hannovers. Während der Bruder Napoléon Bonapartes im Königreich Westphalen, Jérôme Bonaparte, in Schloss Herrenhausen Quartier nahm (1.–16. August 1810), wurde Hannover politisch wie militärisch neu organisiert. Adelige Vorrechte wurden abgebaut, ihre Einrichtungen umfunktioniert. Das Georgianum wurde am 14. August 1810 geschlossen, das Leineschloss in eine Kaserne umgewandelt.
Berühmteste Schüler der ehemaligen Pagenschule waren der spätere preußische Staatskanzler Karl August von Hardenberg und der später durch wesentliche Beteiligung am Sieg bei Waterloo in den Grafenstand erhobene Carl von Alten.
Nach seinem Fortgang aus Göttingen wurde Johann Georg Heinrich Feder Direktor des Pageninstitutes bis zu seiner endgültigen Aufhebung im Jahr 1811.